# Marc Stein (Historiker)
Marc Stein (* 1963) ist ein US-amerikanischer Historiker und Associate Professor an der York University in Toronto. 
Nach seinem Bachelor an der Wesleyan University 1985 in Geschichte arbeitete er als Redakteur der Gay Community News in Boston. Von 1989 bis 1994 studierte er an der University of Pennsylvania und erwarb den Abschluss Ph.D.
Seinen Forschungsschwerpunkt beschreibt Stein selbst auf seiner Homepage als die Geschichte von Sex, Gender, and Sexuality und ihrer Wechselbeziehungen zur amerikanischen Sozialgeschichte und Rechtsprechung. In diesem Bereich hat Stein mehrere Veröffentlichungen, insbesondere auch zur Entwicklung der Rechtsprechung des US-Supreme Courts, vorgelegt.

## Schriften
als Autor
- City of Sisterly and Brotherly Loves. Lesbian and Gay Philadelphia, 1945–1972. 2. Aufl. Temple University Press, Philadelphia (Pennsylvania), 2004, ISBN 1-59213-130-1.
- The U.S. Supreme Court’s Counter-Revolution. In: Organization of American Historians Magazine of History, Bd. 20 (2006), Heft 2, S. 21–25.
- Boutilier and the U.S. Supreme Court’s Sexual Revolution. In: Law and History Review, Bd. 23 (2005), Heft 3, S. 491–536.

als Herausgeber
- Encyclopedia of Lesbian, Gay, Bisexual, and Transgender History in America. LGBT, 3 Bände. Scribner’s, New York 2003, ISBN 0-684-31261-1.